# Tetjana Lytwynenko
Tetjana Lytwynenko (* um 1960; ukrainisch Тетяна Литвиненко, englische Transliteration Tetiana Lytvynenko) ist eine ukrainische Badmintonspielerin.

## Karriere
Tetjana Lytwynenko startete ihre sportliche Laufbahn in ihrer Heimatstadt Archangelsk unter Trainer Valery Lomanov und wurde unter seiner Leitung 1979 sowjetische Juniorenmeisterin im Damendoppel. Nach ihrem Umzug nach Dnepropetrowsk trainierte sie beim dortigen Klub Meteor. Mit diesem Verein wurde sie im Europapokal 1990 Dritte. Bei den nationalen Titelkämpfen gewann sie in der UdSSR sechs nationale Titel. Zwei weitere folgten 1992 und 1993 in der Ukraine. 1984 und 1989 siegte sie bei den Czechoslovakian International, 1985 bei den Swiss Open. 1989 und 1993 nahm sie an den Weltmeisterschaften teil. Zum Ende ihrer aktiven Karriere startete sie in Ungarn für den Tollaslabda Club Debrecen und wurde mit diesem 1994 Mannschaftsmeisterin. In der UdSSR wurde sie mit dem Titel Meister des Sports internationaler Klasse ausgezeichnet.